# Uptown Girl
"Uptown Girl" is een nummer van de Amerikaanse singer-songwriter Billy Joel. Het nummer verscheen op zijn negende studioalbum An Innocent Man uit 1983. Op 19 september dat jaar werd het nummer eerst in de VS en Canada uitgebracht als de tweede single van het album. Op 29 september volgden Europa, Australië, Nieuw-Zeeland, Japan, Zuid-Afrika, Zimbabwe en Colombia.
In 2001 werd de plaat gecoverd door de Ierse boyband Westlife, die het op 6 maart van dat jaar uitbrachten als de eerste single van hun album World of Our Own.

## Achtergrond
"Uptown Girl" is geschreven door Joel zelf en gaat over een simpele arbeider die een date wil regelen met een vrouw uit de bovenklasse. Het nummer had oorspronkelijk "Uptown Girls" als titel en werd bedacht tijdens een gelegenheid waarin Joel samen met Christie Brinkley, Whitney Houston en zijn toenmalige vriendin Elle Macpherson was. Volgens Joel ging het oorspronkelijk over zijn relatie met Macpherson, maar uiteindelijk zou het ook gaan over Brinkley, met wie hij korte tijd later zou trouwen. Zoals alle andere nummers op An Innocent Man was het nummer een ode aan een artiest die belangrijk was in de jeugd van Joel; in dit geval Frankie Valli and the Four Seasons.
Alhoewel "Uptown Girl" het succes van voorganger "Tell Her About It" wist te evenaren, werd het wel een wereldwijde hit. In thuisland de Verenigde Staten piekte de plaat op de 3e positie van de Billboard Hot 100, terwijl de plaat in het Verenigd Koninkrijk, Ierland,  Australië en Nieuw-Zeeland zelfs een nummer 1-hit werd. 
In Nederland werd de plaat in de herfst van 1983 veel gedraaid op Hilversum 3 en werd een radiohit in de destijds drie landelijke hitlijsten op de nationale publieke popzender. De plaat bereikte de 8e positie in zowel de Nederlandse Top 40 als de TROS Top 50 en de 10e positie in de Nationale Hitparade. In de Europese hitlijst op Hilversum 3, de TROS Europarade,  werd de 6e positie bereikt.
In België bereikte de plaat de 2e positie in de Vlaamse Radio 2 Top 30 en de 3e positie in de voorloper van de Vlaamse  Ultratop 50. In Wallonië werd géén notering behaald.
In de videoclip van de plaat speelt Joel een automonteur die met drie andere monteurs een vrouw uit de bovenklasse ("uptown girl"), wier auto zojuist bij het tankstation met werkplaats is gestopt, probeert te versieren. Deze vrouw wordt gespeeld door Christie Brinkley, die twee jaar later met Joel zou trouwen. In Nederland werd de videoclip destijds op televisie uitgezonden door de popprogramma's AVRO's Toppop, Popformule van de TROS en Countdown van Veronica.

## Westlife
In het voorjaar van 2001 werd "Uptown Girl" gecoverd door de Ierse boyband Westlife voor hun album World of Our Own; het diende tevens als single ter gelegenheid van de charitatieve instelling Comic Relief. Het werd een nummer 1-hit in het Verenigd Koninkrijk en thuisland Ierland en was de meest verkochte single van het jaar.
In Nederland behaalde deze versie de 3e positie in de Nederlandse Top 40 op destijds Radio 538 en de 2e positie in de publieke hitlijst; toentertijd de Mega Top 100 op Radio 3FM.
In België bereikte de single de 5e positie in de Vlaamse  Ultratop 50 en de 2e positie in de Vlaamse Radio 2 Top 30. In Wallonië bleef de single steken in de Waalse "Ultratip".
In de videoclip werken de leden van de groep als hulpkelners in een diner. Claudia Schiffer speelt hierin de "uptown girl" en acteurs Robert Bathurst, James Wilby, Ioan Gruffudd, Crispin Bonham-Carter en Tim McInnerny zijn te zien als klanten van de diner.

## Hitnoteringen

### Billy Joel

#### Nederlandse Top 40
| Hitnotering: 12-11-1983 t/m 07-01-1984 | Hitnotering: 12-11-1983 t/m 07-01-1984 | Hitnotering: 12-11-1983 t/m 07-01-1984 | Hitnotering: 12-11-1983 t/m 07-01-1984 | Hitnotering: 12-11-1983 t/m 07-01-1984 | Hitnotering: 12-11-1983 t/m 07-01-1984 | Hitnotering: 12-11-1983 t/m 07-01-1984 | Hitnotering: 12-11-1983 t/m 07-01-1984 | Hitnotering: 12-11-1983 t/m 07-01-1984 | Hitnotering: 12-11-1983 t/m 07-01-1984 |
| Week                                   | 1                                      | 2                                      | 3                                      | 4                                      | 5                                      | 6                                      | 7                                      | 8                                      |                                        |
| -------------------------------------- | -------------------------------------- | -------------------------------------- | -------------------------------------- | -------------------------------------- | -------------------------------------- | -------------------------------------- | -------------------------------------- | -------------------------------------- | -------------------------------------- |
| Positie                                | 24                                     | 16                                     | 9                                      | 8                                      | 8                                      | 15                                     | 33                                     | 39                                     | uit                                    |

#### Nationale Hitparade
| Hitnotering: 12-11-1983 t/m 14-01-1984 | Hitnotering: 12-11-1983 t/m 14-01-1984 | Hitnotering: 12-11-1983 t/m 14-01-1984 | Hitnotering: 12-11-1983 t/m 14-01-1984 | Hitnotering: 12-11-1983 t/m 14-01-1984 | Hitnotering: 12-11-1983 t/m 14-01-1984 | Hitnotering: 12-11-1983 t/m 14-01-1984 | Hitnotering: 12-11-1983 t/m 14-01-1984 | Hitnotering: 12-11-1983 t/m 14-01-1984 | Hitnotering: 12-11-1983 t/m 14-01-1984 | Hitnotering: 12-11-1983 t/m 14-01-1984 | Hitnotering: 12-11-1983 t/m 14-01-1984 |
| Week                                   | 1                                      | 2                                      | 3                                      | 4                                      | 5                                      | 6                                      | 7                                      | 8                                      | 9                                      | 10                                     |                                        |
| -------------------------------------- | -------------------------------------- | -------------------------------------- | -------------------------------------- | -------------------------------------- | -------------------------------------- | -------------------------------------- | -------------------------------------- | -------------------------------------- | -------------------------------------- | -------------------------------------- | -------------------------------------- |
| Positie                                | 22                                     | 16                                     | 13                                     | 10                                     | 17                                     | 22                                     | 27                                     | 43                                     | 45                                     | 48                                     | uit                                    |

#### TROS Top 50
Hitnotering: 03-11-1983 t/m 05-01-1984. Hoogste notering: #8 (3 weken).

#### TROS Europarade
Hitnotering: 13-11-1983 t/m 08-01-1984. Hoogste notering: #6 (2 weken).

#### NPO Radio 2 Top 2000
| Nummer met noteringen in de NPO Radio 2 Top 2000 | '01 | '02  | '03  | '04  | '05  | '06  | '07  | '08  | '09 | '10  | '11-'12 | '13  | '14 | '15  | '16  | '17  | '18  | '19  | '20  | '21  | '22  | '23  | '24  |
| ------------------------------------------------ | --- | ---- | ---- | ---- | ---- | ---- | ---- | ---- | --- | ---- | ------- | ---- | --- | ---- | ---- | ---- | ---- | ---- | ---- | ---- | ---- | ---- | ---- |
| Uptown Girl                                      | 949 | 1070 | 1710 | 1450 | 1606 | 1767 | 1923 | 1657 | -   | 1975 | -       | 1764 | -   | 1894 | 1845 | 1772 | 1152 | 1212 | 1459 | 1398 | 1591 | 1825 | 1490 |

1. ↑  Een '-' betekent dat het nummer niet was genoteerd en een vetgedrukt getal geeft de hoogste notering aan.
2. ↑  2001 was het eerste jaar met een notering voor dit nummer.

### Westlife

#### Nederlandse Top 40
| Hitnotering: 05-05-2001 t/m 21-07-2001 | Hitnotering: 05-05-2001 t/m 21-07-2001 | Hitnotering: 05-05-2001 t/m 21-07-2001 | Hitnotering: 05-05-2001 t/m 21-07-2001 | Hitnotering: 05-05-2001 t/m 21-07-2001 | Hitnotering: 05-05-2001 t/m 21-07-2001 | Hitnotering: 05-05-2001 t/m 21-07-2001 | Hitnotering: 05-05-2001 t/m 21-07-2001 | Hitnotering: 05-05-2001 t/m 21-07-2001 | Hitnotering: 05-05-2001 t/m 21-07-2001 | Hitnotering: 05-05-2001 t/m 21-07-2001 | Hitnotering: 05-05-2001 t/m 21-07-2001 | Hitnotering: 05-05-2001 t/m 21-07-2001 | Hitnotering: 05-05-2001 t/m 21-07-2001 |
| Week                                   | 1                                      | 2                                      | 3                                      | 4                                      | 5                                      | 6                                      | 7                                      | 8                                      | 9                                      | 10                                     | 11                                     | 12                                     |                                        |
| -------------------------------------- | -------------------------------------- | -------------------------------------- | -------------------------------------- | -------------------------------------- | -------------------------------------- | -------------------------------------- | -------------------------------------- | -------------------------------------- | -------------------------------------- | -------------------------------------- | -------------------------------------- | -------------------------------------- | -------------------------------------- |
| Positie                                | 3                                      | 3                                      | 12                                     | 12                                     | 12                                     | 10                                     | 9                                      | 12                                     | 18                                     | 27                                     | 30                                     | 38                                     | uit                                    |

#### Mega Top 100
| Hitnotering: 28-04-2001 t/m 25-08-2001 | Hitnotering: 28-04-2001 t/m 25-08-2001 | Hitnotering: 28-04-2001 t/m 25-08-2001 | Hitnotering: 28-04-2001 t/m 25-08-2001 | Hitnotering: 28-04-2001 t/m 25-08-2001 | Hitnotering: 28-04-2001 t/m 25-08-2001 | Hitnotering: 28-04-2001 t/m 25-08-2001 | Hitnotering: 28-04-2001 t/m 25-08-2001 | Hitnotering: 28-04-2001 t/m 25-08-2001 | Hitnotering: 28-04-2001 t/m 25-08-2001 | Hitnotering: 28-04-2001 t/m 25-08-2001 | Hitnotering: 28-04-2001 t/m 25-08-2001 | Hitnotering: 28-04-2001 t/m 25-08-2001 | Hitnotering: 28-04-2001 t/m 25-08-2001 | Hitnotering: 28-04-2001 t/m 25-08-2001 | Hitnotering: 28-04-2001 t/m 25-08-2001 | Hitnotering: 28-04-2001 t/m 25-08-2001 | Hitnotering: 28-04-2001 t/m 25-08-2001 | Hitnotering: 28-04-2001 t/m 25-08-2001 | Hitnotering: 28-04-2001 t/m 25-08-2001 |
| Week                                   | 1                                      | 2                                      | 3                                      | 4                                      | 5                                      | 6                                      | 7                                      | 8                                      | 9                                      | 10                                     | 11                                     | 12                                     | 13                                     | 14                                     | 15                                     | 16                                     | 17                                     | 18                                     |                                        |
| -------------------------------------- | -------------------------------------- | -------------------------------------- | -------------------------------------- | -------------------------------------- | -------------------------------------- | -------------------------------------- | -------------------------------------- | -------------------------------------- | -------------------------------------- | -------------------------------------- | -------------------------------------- | -------------------------------------- | -------------------------------------- | -------------------------------------- | -------------------------------------- | -------------------------------------- | -------------------------------------- | -------------------------------------- | -------------------------------------- |
| Positie                                | 91                                     | 2                                      | 3                                      | 7                                      | 8                                      | 8                                      | 8                                      | 7                                      | 14                                     | 15                                     | 19                                     | 21                                     | 28                                     | 38                                     | 54                                     | 66                                     | 71                                     | 79                                     | uit                                    |